# Darryl Laplante
Darryl Laplante (* 28. März 1977 in Calgary, Alberta) ist ein ehemaliger kanadischer Eishockeyspieler, der während seiner aktiven Karriere unter anderem für die Detroit Red Wings in der National Hockey League gespielt hat.

## Karriere
Darryl Laplante spielte von 1994 bis 1997 für die Moose Jaw Warriors in der kanadischen Top-Juniorenliga Western Hockey League. Beim NHL Entry Draft 1995 wurde er von den Detroit Red Wings in der dritten Runde an Position 58 ausgewählt. 1996 wurde Laplante für besonderes humanitäres Verhalten mit der Doug Wickenheiser Memorial Trophy ausgezeichnet. In der Saison 1997/98 gab er sein Debüt für die Detroit Red Wings in der National Hockey League, doch fast die gesamte Saison verbrachte der Center im Farmteam bei den Adirondack Red Wings in der American Hockey League. Auch in den zwei folgenden Jahren schaffte er den Durchbruch in Detroit nicht und kam in 35 Spielen für die Red Wings auf sechs Assists, blieb aber ohne Torerfolg. Laplante hatte die Rolle des Checkers inne, dessen Aufgabe es war die gegnerischen Angriffe zu zermürben. Anschließend spielte er in der AHL für die Cincinnati Mighty Ducks und die Cleveland Lumberjacks in der International Hockey League.
Beim NHL Expansion Draft 2000 wurde er im Juni 2000 von den Minnesota Wild ausgewählt. Laplante kam nie für Minnesota in der NHL zum Einsatz und spielte in der Saison 2001/02 für die Houston Aeros in der AHL. Im März 2002 wurde er zu den Boston Bruins transferiert und kam in zwölf Spielen im Farmteam Providence Bruins zum Einsatz. Im August 2002 unterschrieb er als Free Agent einen Kontrakt bei den Augusta Lynx in der East Coast Hockey League. Dort kam er zu 19 Einsätzen und erzielte sechs Punkte, bevor Laplante im November 2002 an die Jackson Bandits abgegeben wurde. Die Saison 2003/04 verbrachte er bei den Reading Royals, ehe er nach neun Spielen und vier Punkten seine Karriere beendete.

## Erfolge und Auszeichnungen
- 1996 Doug Wickenheiser Memorial Trophy